# معزوب عبد الله الحبيلي

تعديل مصدري - تعديل

معزوب عبد الله الحبيلي هي إحدى قرى عزلة جعار بمديرية خنفر التابعة لمحافظة أبين، بلغ تعداد سكانها 21 نسمة حسب تعداد اليمن لعام 2004.